# Thieves

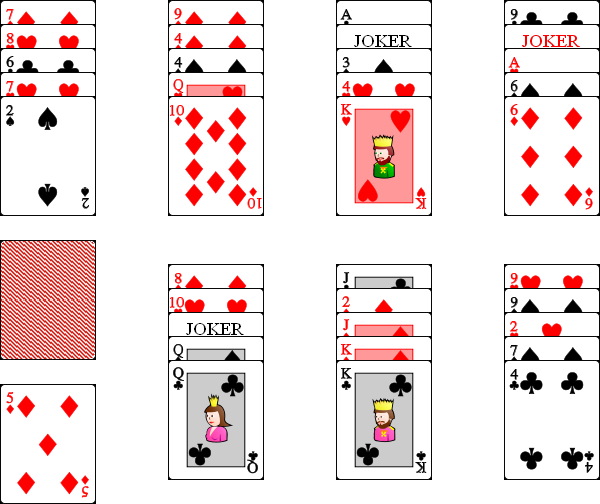
Begin van een spel Thieves. In dit voorbeeld kunnen de ♦ 6 en de ♣ 4 op de aparte kaart worden gelegd, in dit geval de ♦ 5, en dan zouden, afhankelijk van de keuze respectievelijk de ♠ 6 en de ♠ 7 vrijkomen.

Thieves is een patiencespel, een kaartspel voor één speler. Het is een van de weinige varianten waarbij de jokers meedoen.
De kaarten worden geschud en 35 van deze kaarten worden verdeeld in 7 stapeltjes van elk 5 kaarten. Verder wordt er één kaart apart gelegd. De overige kaarten liggen er op een stapel naast.
Het spel kan gespeeld worden door de bovenste kaarten van deze 7 stapeltjes op de aparte kaart te leggen waarvan de waarde net 1 punt hoger of lager is. De aas telt als 1 en mag niet op een heer worden geplaatst en andersom. De joker kan altijd worden opgegooid en de kaart die op de joker komt, is niet van belang. Als er geen zinnige zet mogelijk is, mag er een kaart van de stapel worden gepakt en op de aparte kaart worden gelegd in de hoop dat de speler dan weer verder kan spelen.
Kaarten mogen op de stapels gelegd worden als ze vrijkomen. Het spel is gewonnen als alle zeven stapels zijn weggespeeld. Het is niet van belang of er nog kaarten op de stapel liggen. Het spel is verloren als er geen kaarten meer op de stapel liggen en er geen zet meer mogelijk is.

## Linux
Het spel wordt meegeleverd met Linux.